# 法比安·吉費爾
法比安·吉費爾（德語：Fabian Giefer；1990年5月17日—）是德國的一位足球運動員。司職門將。他現在效力于德乙球隊禾斯貝加踢球者。

## 球員生涯

### 勒沃庫森
吉費爾在2003年加入勒沃庫森青年隊，在2009年提升至一隊，並在11月6日對法兰克福的比賽首次上場，助球隊以4-0大勝。2010年12月1日，他首次在歐洲聯賽上場，代替球隊一號門將阿德勒，以1-0小勝洛辛堡。
2011年8月7日，球季首個賽日對美因茨的比賽中，吉費爾受到腦震盪並表示對近一個月所發生的事情毫無記憶。

### 杜塞爾多夫
2012年6月4日，球會宣佈吉費爾將會投效杜塞爾多夫，簽約兩年至2014年季末。他透露曾拒絕拜仁慕尼黑的邀請，因為希望獲得上場機會，不想成為诺伊尔的替補。他在新球會首場比賽是德國盃以1-0小勝布格豪森的賽事。

### 沙爾克04
2014年6月，吉費爾以自由身轉投德甲球會沙爾克04，簽約四年。首場比賽是2015年1月31日對汉诺威，上場代替受傷的費爾曼。

### 奥格斯堡足球俱乐部
2017年6月9日，球會宣佈吉費爾將會投效奥格斯堡足球俱乐部。

## 外部連結
- Fabian Giefer at transfermarkt.de （德文）
- fussballdaten.de：Fabian Giefer之統計數據 （德文）